# Devadatta podolestoides
Devadatta podolestoides là loài chuồn chuồn trong họ Amphipterygidae. Loài này được Laidlaw mô tả khoa học đầu tiên năm 1934.